# صيف حلق الوادي (فلم)
صيف حلق الوادي (بالفرنسية: Un été à La Goulette) فيلم تونسي فرنسي من إنتاج عام 1996 وهو ثاني فيلم روائي طويل للمخرج فريد بوغدير.

## قصة الفيلم
تدور أحداث الفيلم في في ضاحية حلق الوادي سنة 1966 سنة قبل حرب الأيام الستة. يبرز الفيلم التعايش بين عائلة مسلمة وأخرى كاثوليكية وأخرى يهودية. تقرر 3 مراهقات: مريم المسلمة، تينا الكاثوليكية وجيجي اليهودية، من العائلات الثلاثة إقامة أول علاقة جنسية لها مع شاب من ديانة أخرى غير ديانتها...

## روابط خارجية
- صيف حلق الوادي على موقع flixyaمقالات تستعمل روابط فنية بلا صلة مع ويكي بيانات
- (بالفرنسية) Un été à La Goulette à la cinémathèque de Toulouse